# ألبرت جاريت
ألبرت جاريت (بالإنجليزية: Albert Jarrett)‏ هو لاعب كرة قدم سيراليوني في مركز الوسط، ولد في 23 أكتوبر 1984 في فريتاون في سيراليون. شارك مع منتخب سيراليون لكرة القدم. أما مع النوادي، فقد لعب مع برايتون أند هوف ألبيون ودولويتش هاملت وستيفيناغ بوروه وسويندون تاون وميلتون كينز دونز ونادي ألدرشوت تاون ونادي بارنت ونادي بروملي ونادي بوسطن يونايتد ونادي غيلينغهام ونادي لينكولن سيتي ونادي ليويس ونادي واتفورد ونادي ويمبلدون.

## وصلات خارجية
- ألبرت جاريت على موقع قاعدة بيانات كرة القدم.إي يو (الإنجليزية)
- ألبرت جاريت على موقع ناشيونال فوتبول تيمز (الإنجليزية)
- ألبرت جاريت على موقع Soccerbase.com (لاعب) (الإنجليزية)
- ألبرت جاريت على موقع Soccerway.com (الإنجليزية)
- ألبرت جاريت على موقع عالم كرة القدم.نت (الإنجليزية)